# Contea di Ziegenhain
La contea di Ziegenhain era un piccolo Stato del Sacro Romano Impero posto nella regione dell'Assia. 

## Storia
I conti di Ziegenhain erano discendenti dei conti Gozmar, attestati già nel IX secolo, e nello specifico di un loro ramo, quello dei conti di Reichenbach, fondato nell'XI secolo. Nel XII secolo costituirono coi loro possedimenti un territorio in forma di stato compreso tra Burgwald e Knüll, il quale separava completamente la Bassa Assia dall'Alta Assia servendosi anche del loro baliaggio sul monastero di Fulda e sui feudi allodiali di Fulda e Hersfeld. Solo una piccola area intorno al castello di Staufenberg, Gießen, rimase un'exclave di possedimento dei langravi della Turingia prima e poi dell'Assia.
Nel 1144 Goffredo I di Ziegenhain fece costruire in loco un castello, nell'odierno quartiere Ziegenhain della città Schwalmstadt, da cui la famiglia appunto prese il nome. Di tanto in tanto, tra il 1144 ed il 1220, la famiglia prese anche il nome di "conti di Wegebach" dal nome di un insediamento posto a circa un chilometro a nord di Ziegenhain dove la famiglia aveva una propria residenza che però poi venne abbandonata definitivamente verso la fine del XV secolo.
La contea subì una notevole perdita di territorio a causa del matrimonio nel 1185 di Lukardis, figlia del conte Gozmar III von Ziegenhain con Federico, figlio del langravio Ludovico II di Turingia. Questo matrimonio, inoltre, fece sì che i langravi di Turingia potessero vantare delle pretese sull'intera contea. Il fratello e successore di Gozmar, Rodolfo II, combatté queste affermazioni, ma nel 1233 i suoi nipoti e successori Goffredo IV e Bertoldo I dovettero cedere alle pressioni di Corrado di Turingia, allora reggente dell'Assia, e contrattare con la sua famiglia ulteriori cessioni tra cui la metà del baliato di Keseberg.
Nel 1205, invece, il conte Ludovico I di Ziegenhain ereditò la contea di Nidda, all'estremità settentrionale del Wetterau, avendo sposato la sorella dell'ultimo conte di Nidda, Bertoldo II, morto senza eredi maschi.
Nel 1263, il conte Ludovico II di Ziegenhain rinunciò ai suoi diritti sul castello di Hornberg nella valle del Neckar in favore del vescovo di Spira. Nel 1279, la maggior parte del baliaggio venne perso a vantaggio del monastero di Fulda e nel 1294 anche Marburg passò all'arcidiocesi di Magonza.
Dal 1258 al 1330 la contea venne divisa infine tra i figli dei fratelli Goffredo IV e Bertoldo I che in precedenza avevano governato separatamente, ma condividevano l'eredità dei loro padri. Il figlio di Goffredo IV, Ludovico II, e dopo di lui suo figlio Engelberto I, governarono la contea di Nidda e una minima parte della contea di Ziegenhain. Bertoldo I e suo figlio Goffredo V, ricevettero invece gran parte della contea di Ziegenhain, passata poi al figlio Goffredo VI. Nel 1330 le due parti del paese vennero riunite quando Giovanni I di Ziegenhain, figlio di Goffredo VI, sposò l'ereditiera Luitgarda, figlia di Engelberto I, nel 1311.
Nel 1331 il conte Giovanni mosse causa all'abate di Fulda, il quale ad ogni modo riuscì a vincere e il primo venne costretto a pagare una forte indennità al monastero. Nel 1344 lo stesso Giovanni I decise di rinunciare infine a tutti i restanti diritti del baliaggio sul monastero in cambio di una tassa di 7100 talleri annui che divenne legalmente effettiva a partire dal 1346. Tuttavia, i conti di Ziegenhain mantennero l'ufficio ereditario di "balì di Fulda", i cui compiti includevano la giurisdizione sul cavalierato locale, la presidenza degli stati generali e il pieno controllo sulla nobiltà feudale e sui ministri in loco.

### Le relazioni con l'Assia
La posizione geografica della contea di Ziegenhain la poneva nel bel mezzo delle due parti di cui era composta la regione dell'Assia (Alta Assia e Bassa Assia) e questo ne compromise ovviamente i rapporti coi langravi locali che avevano un notevole interesse a collegare le due parti del loro paese annettendo proprio l'area di Ziegenhain. I conti di Ziegenhain furono quindi spesso coinvolti in conflitti armati con l'Assia. Il culmine delle ostilità venne raggiunto all'epoca di Goffredo VIII. Questi aderì allo Sternerbund (1370-1381), una coalizione di conti, signori e abbazie diretta contro langravi d'Assia, che, tuttavia, venne infine sconfitta dal langravio Ermanno II d'Assia.
La minaccia permanente costituita dal langraviato d'Assia suggerì a questa coalizione di allearsi con il più forte tra gli oppositori del langraviato, l'arcidiocesi di Magonza, con la quale l'Assia fu ininterrottamente in conflitto dal XIII al XV secolo per ottenere l'egemonia nell'Assia. Dopo le decisive vittorie del langravio Ludovico I d'Assia nella guerra magontino-assiana sul generale Gottfried von Leiningen nella battaglia di Fritzlar del 23 luglio 1427 e contro l'arcivescovo Konrad von Dhaun nella battaglia di Fulda (10 agosto 1427), il conte Giovanni II di Ziegenhain venne costretto a cedere la maggior parte dei propri possedimenti all'Assia. Gli abati di Fulda e Hersfeld accettarono la sottomissione a patto di rimanere proprietari dei propri possedimenti.

### La successione
L'ultimo conte di Ziegenhain, Giovanni II "il Forte", morì nel 1450 senza un erede maschio, il che portò a una lunga e aspra disputa tra due potenziali successori legali:
- Il langravio Ludovico I d'Assia dichiarò che la contea gli spettava di diritto come feudo facente parte dell'Assia;
- La famiglia Hohenlohe, d'altra parte, affermava delle pretese di eredità in quanto la nipote del conte Goffredo VIII, Elisabetta di Hanau (la cui madre era Elisabetta di Ziegenhain, sposata col conte Ulrico V di Hanau), era sposata con Alberto I di Hohenlohe-Weikersheim.

I fratelli Alberto II e Kraft V di Hohenlohe-Weikersheim, figli di Alberto I, riuscirono inizialmente a vedersi assegnato il possedimento da parte di Federico III del Sacro Romano Impero che, il 14 maggio 1450, li infeudò come feudatari imperiali col titolo di conte. Ludovico d'Assia, ad ogni modo, ignorò tale disposizione e occupò militarmente il territorio della contea. La disputa sull'eredità durò fino al 1495, portò a controversie militari e legali e si concluse con la vittoria dell'Assia, ma solo dopo che il langravio Guglielmo II ebbe pagato alla famiglia Hohenlohe la somma di 9000 fiorini d'oro. Il territorio di Ziegenhain, compresa la contea di Nidda, rimase così nelle mani del langraviato che fortificò la propria presenza nella regione. Tuttavia, la famiglia Hohenlohe mantenne l'ambito titolo di conte che aveva acquisito da poco per diploma imperiale ed ottenne di poter includere la stella dello stemma dei conti di Ziegenhain nel proprio stemma.
Nel periodo successivo, la contea di Ziegenhain venne fatta rientrare nella regione dell'Alta Assia durante la divisione temporanea del landgraviato d'Assia dal 1458 al 1500. Quando il territorio dell'Assia venne infine diviso nel 1567, la maggior parte della contea passò al langraviato d'Assia-Kassel, mentre le città di Rauschenberg e Gemünden passarono all'Assia-Marburg.

## Conti di Ziegenhain
- Goffredo I († 1168)
- Gozmar III († 1184), figlio di Goffredo I
- Burcardo († 1247), dal 1240 anche prevosto di Fritzlar, dal 1247 arcivescovo di Salisburgo
- Giovanni I († 1359), fratello di Burcardo
- Goffredo VII († 1372)
- Goffredo VIII († 1394)
- Ottone († 1430), 1419–1430 arcivescovo di Treviri
- Giovanni II († 1450), fratello di Ottone